# Galaktyka zielonego groszku

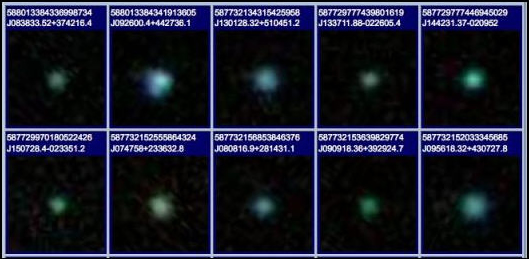
Różne galaktyki typu zielonego groszku – zdjęcia z projektu Galaxy Zoo wykonane przez Sloan Digital Sky Survey (SDSS)

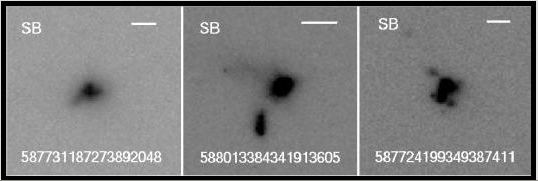
Trzy zdjęcia z Teleskopu Kosmicznego Hubble'a z groszkiem

Galaktyka zielonego groszku inaczej galaktyka grochu lub galaktyka grochowa – typ niewielkich rozmiarów galaktyki o obserwowalnym zielonym kolorze. Może to być typ luminescencyjnej galaktyki gwiazdotwórczej, która charakteryzuje się bardzo wysokim wskaźnikiem powstawania gwiazd.
Galaktyki grochowe zostały odkryte w 2007 r. przez niezależnych użytkowników sekcji internetowego projektu Galaxy Zoo.

## Opis
Galaktyki zielonego groszku zostały odkryte w przesunięciu ku czerwieni pomiędzy z = 0,112 i 0,360. Te galaktyki o małej masie mają średnicę na ogół nie większą niż 16 300 lat świetlnych (5000 pc). Przeciętna galaktyka zielonego groszku ma przesunięcie ku czerwieni z = 0,258, masę równą ok. 3,2 miliarda mas Słońca, tempo tworzenia nowych gwiazd ok. 10 M☉/rok i charakteryzuje się niską metalicznością. Galaktyki zielonego groszku nie posiadają aktywnego jądra galaktyki. Mają silną linię emisji przy długości fali od 500,7 nm.
Porównanie tego typu galaktyki do Drogi Mlecznej może być przydatne podczas próby wizualizacji tempa formowania się gwiazd. Przeciętna galaktyka typu zielonego groszku ma masę ok. 3,2 mld M☉. Droga Mleczna jest galaktyką spiralną i ma masę ok. 1,125 biliona M☉. Droga Mleczna ma więc masę ok. 390 mas galaktyk typu zielonego groszku. Badania wykazały, że w ciągu roku Droga Mleczna konwertuje ok. 2 M☉ gazu międzygwiazdowego w gwiazdy. Średnia galaktyka typu zielonego groszku konwertuje ok. 10 M☉/rok międzygwiezdnego gazu w gwiazdy, czyli około 5 razy więcej niż Droga Mleczna. Jeśli weźmie się pod uwagę masy galaktyki typu zielonego groszku i Drogi Mlecznej, to średnia galaktyka typu zielonego groszku przetwarza międzygwiezdny gaz 1950 razy bardziej wydajnie.
Galaktyki typu zielonego groszku powstały, gdy Wszechświat miał 3/4 jego obecnego wieku, a więc są wskazówki, co do sposobu powstawania galaktyk jaki miał miejsce we wcześniejszym Wszechświecie. Od publikacji pracy zespołu R.O. Amorína w 2012 r., przyjmuje się, że „zielone groszki” to stare galaktyki, które utworzone zostały kilka miliardów lat temu. Spektroskopowo potwierdzono obecność magnezu w starych gwiazdach. Dlatego też naukowcy uważają, że zrozumienie procesu powstania galaktyk typu zielonego groszku może nam wiele powiedzieć o tym, jak gwiazdy zostały uformowane we wczesnym Wszechświecie oraz jak ewoluują galaktyki.

## Historia odkrycia
Galaxy Zoo jest projektem on-line istniejącym od lipca 2007 r., którego celem jest sklasyfikowanie prawie miliona galaktyk, których obrazy uzyskano w ramach przeglądu nieba Sloan Digital Sky Survey (SDSS). W lipcu 2007 r., kilka dni po rozpoczęciu projektu, na forum internetowym Galaxy Zoo Hanny Van Arkel zainicjowała dyskusję zatytułowaną „Daj szansę groszkom”, zamieszczając informacje na temat różnych zielonych obiektów. Wątek rozpoczął się żartobliwie, gdyż nazwa nawiązuje do tytułu piosenki Johna Lennona Give Peace a Chance, niemniej już w grudniu 2007 r. stało się jasne, że niektóre z badanych obiektów są odrębnymi grupami galaktyk. Te „galaktyki groszkowe” pojawiają się w SDSS jako nierozpoznane zielone obiekty. Wynika to z faktu, że „groszek” ma w widmie bardzo jasną, czyli intensywną, linię emisji dla wysoko zjonizowanego tlenu, który w sztucznych kolorach SDSS zwiększa jaskrawość (czy też jasność) barw z pasma "r" w przeciwieństwie do pasm "g" oraz "i". Entuzjaści, nazywający samych siebie „Peas Corps” (kolejne żartobliwe nawiązanie, tym razem do Korpusu Pokoju), znaleźli ponad sto tych „groszków”, które zostały ostatecznie umieszczone razem w wątku rozpoczętym w lipcu 2008 roku przez Carolin Cardamone. Kolekcja ta, po uporządkowaniu, mogła zostać wykorzystana do systematycznego przeszukiwania komputerowej bazy danych Galaxy Zoo zawierającej około miliona obiektów. W efekcie otrzymano próbkę 251 galaktyk groszkowych, zwanych po angielsku Green Peas (GPs).
W listopadzie 2009 r., autorzy C. Cardamone, K. Schawinski, M. Sarzi, S. Bamford, N. Bennert, C. Urry, C. Lintott, W. Keel i 9 innych, opublikowali w MNRAS artykuł zatytułowany „Zielone Groszki z Galaktycznego Zoo: odkrycie klasy zwartych galaktyk gwiazdotwórczych”. W publikacji wymieniono nazwiska 10 wolontariuszy Galaxy Zoo jako osoby ze szczególnie znaczącym wkładem. Są to: Elisabeth Baeten, Gemma Coughlin, Dan Goldstein, Brian Legg Mark McCallum, Christian Manteuffel, Richard Nowell, Richard Proctor, Alice Sheppard i Hanny Van Arkel. Z próbki 251 galaktyk groszkowych do dalszej analizy wybrano te o wysokim stosunku sygnału do szumu. 80 z nich okazało się być galaktykami gwiazdotwórczymi.
Na 80 obiektów nazwanych „zielonymi groszkami” o 46 pojawiają się wzmianki już przed listopadem 2009 r. w bazie danych pozagalaktycznych NASA (NASA/IPAC Extragalactic Database). Początkowe 80 galaktyk groszkowych stanowiło część próbki DR7 przeglądu SDSS, nie było wśród nich galaktyk wymienionych w innych źródłach. Niektóre z tych innych źródeł zawierają jednak obiekty, które sklasyfikowano by jako „zielone groszki”, gdyby znalazły się w próbce SDSS. Przykład dokumentu, który to przedstawia: w marcu 2009 roku, autorzy J.J. Salzer, A.L. Williams i C. Grönwall opublikowali w „Astrophysical Journal” artykuł zatytułowany Populacja ubogich w metal galaktyk z ~ L * jasnością na zaawansowanych przesunięciach ku czerwieni. W tym dokumencie został przedstawiony temat: Nowe szacunki spektroskopii i metaliczności dla próbki 15 gwiazdotwórczych galaktyk o przesunięciach ku czerwieni w przedziale 0,29 - 0,42. Obiekty te zostały wybrane za pomocą międzynarodowego przeglądu spektroskopowego KISS (KPNO International Spectroscopic Survey).